# 南亞麻錦蘚
南亞麻錦蘚（学名：Taxithelium instratum）为灰蘚科麻錦蘚屬下的一个种。